# شركة أنفورميكس
شركة أنفورميكس (بالإنجليزية: Informix Corporation)‏ هي شركة ريادية مختصة في تطوير برمجيات قواعد البيانات المترابطة للحواسيب باستخدام نظم التشغيل يونكس، ويندوز، آبل وماكنتوش.